# Abráziós part

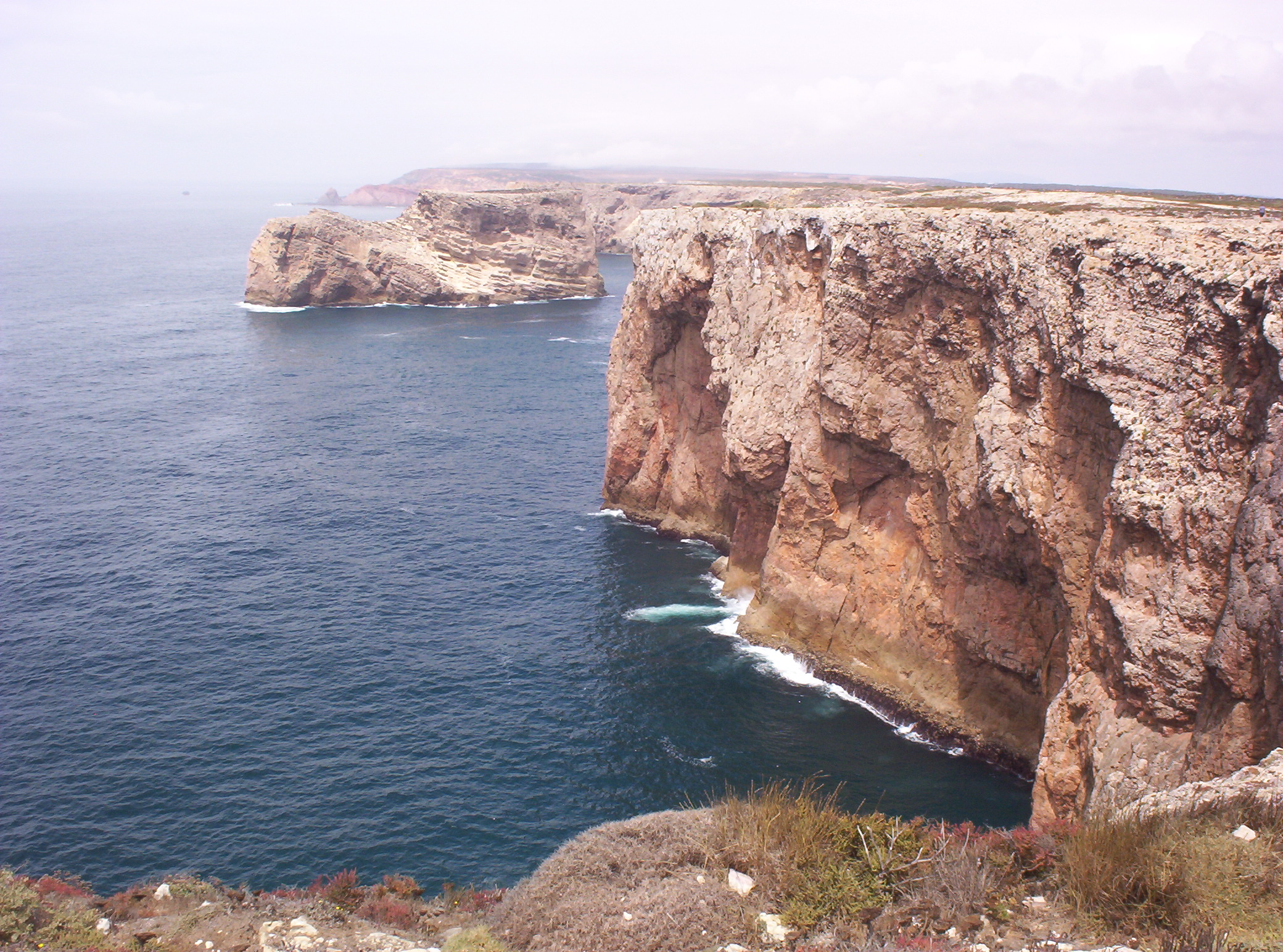
Abráziós part, más néven kliff

Az abráziós part, vagy a nemzetközi tudományos életben ismert nevén kliff egy tengerparti forma, amelyet az erős hullámverés alakít ki többnyire kemény kőzetanyagú tengerpartokon.

## Kialakulása

Az abráziós part kialakulása:
1. Abráziós fülke
2. Abráziós terasz
3. Felhalmozódó törmelék

A hullámverés jelentős erővel pusztítja a tengerpartokat. A hullámok romboló ereje főként az óceánok és a nagyobb melléktengerek partján jelentős, de gyengébb az elzárt öblökben vagy a beltengerek mentén. Skócia nyugati partvidékén a nyári hullámok 30 kPa nyomást fejtenek ki a partra, míg a téli viharok legnagyobb hullámainak nyomása akár 300 kPa is lehet. A hullámzás a partfalnak csak az alsó szakaszát érinti, ahol egy folyamatosan növekvő abráziós fülke képződik. A hullámzás a fülkét folyamatosan tágítja, ezzel a fölötte tornyosuló kőzettömeg alátámasztása egyre inkább csökken. Az alátámasztás előbb-utóbb megszűnik és a partperem a tengerbe omlik. Az omlás nyomán alakul ki a meredek tengerpart. Az ismétlődő omlások nyomán a szárazföld egyre hátrál. Mivel a tengerszint alatt néhány méterrel fekvő kőzetanyag nem pusztul, ezért az egykori sziklafal helyén idővel ún. abráziós terasz alakul ki. A tengerbe omlott kőzettörmeléket az erős hullámmarás lekerekített kavicsokká formálja, amelyek a terasz külső peremén halmozódnak fel. Az abráziós terasz már csak igen lassan pusztul; minél szélesebb a terasz, annál gyengébb hullámok érik el a meredek partfalat. Széles terasz esetén a partfal csak lassan hátrál.
Az abráziós partokon igen látványos formakincs látható. A hátráló parton kapuk és tornyok képződnek. A tengerszint vagy a hullámverés erejének csökkenésével az abráziós partok ún. holtkliffé alakulnak át.

## Híres abráziós partok
- Nagy-Britannia és Írország partvidéke

Doveri fehér sziklák
Land's End, Cornwall, Anglia
- Capri szigete, Olaszország
- Helgoland
- Beinisvørð, Feröer
- Ausztrália déli partvidéke

Tizenkét apostol (Ausztrália)
- Dél-Afrika
- Portugália

Cabo da Roca
Praia da Marinha
- Spanyolország

Cape Finisterre

## Galéria

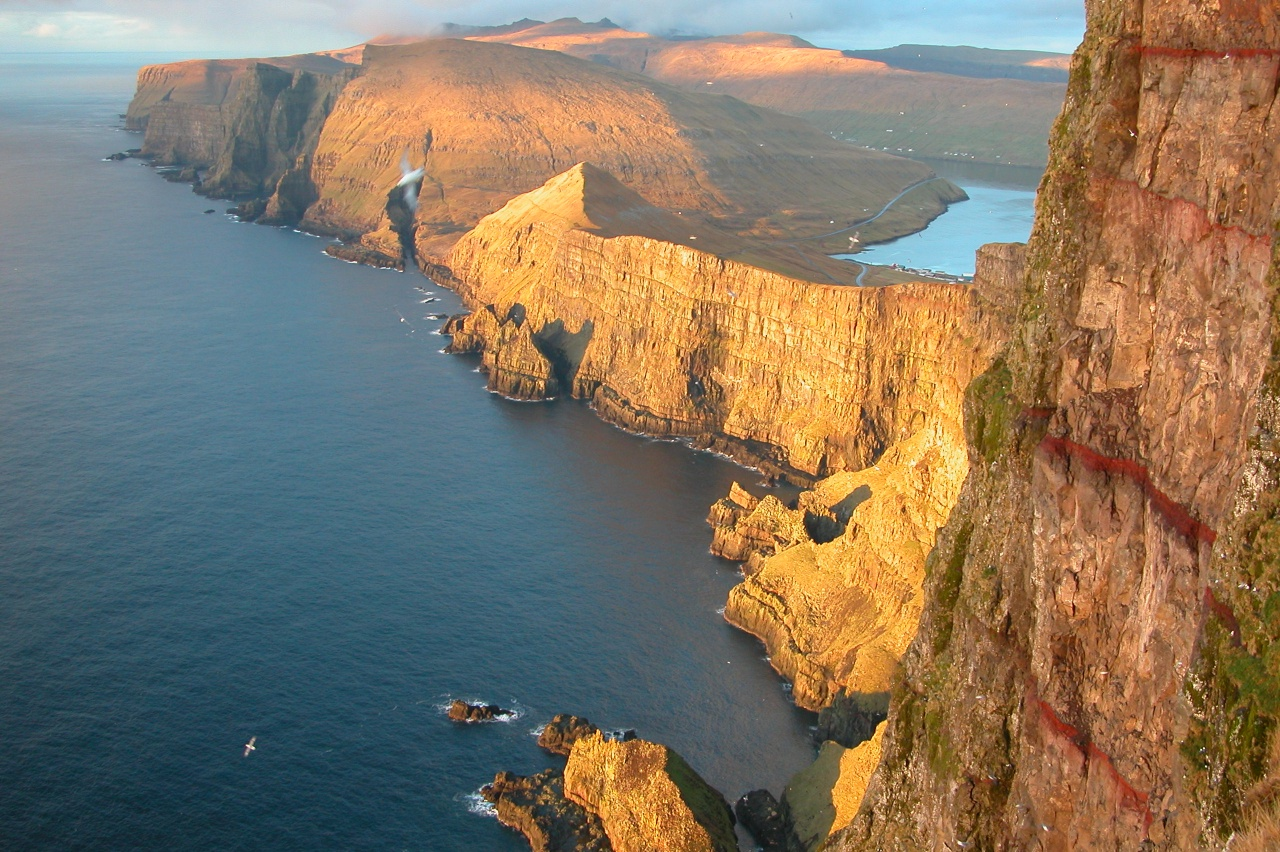
Beinisvørð, Feröer
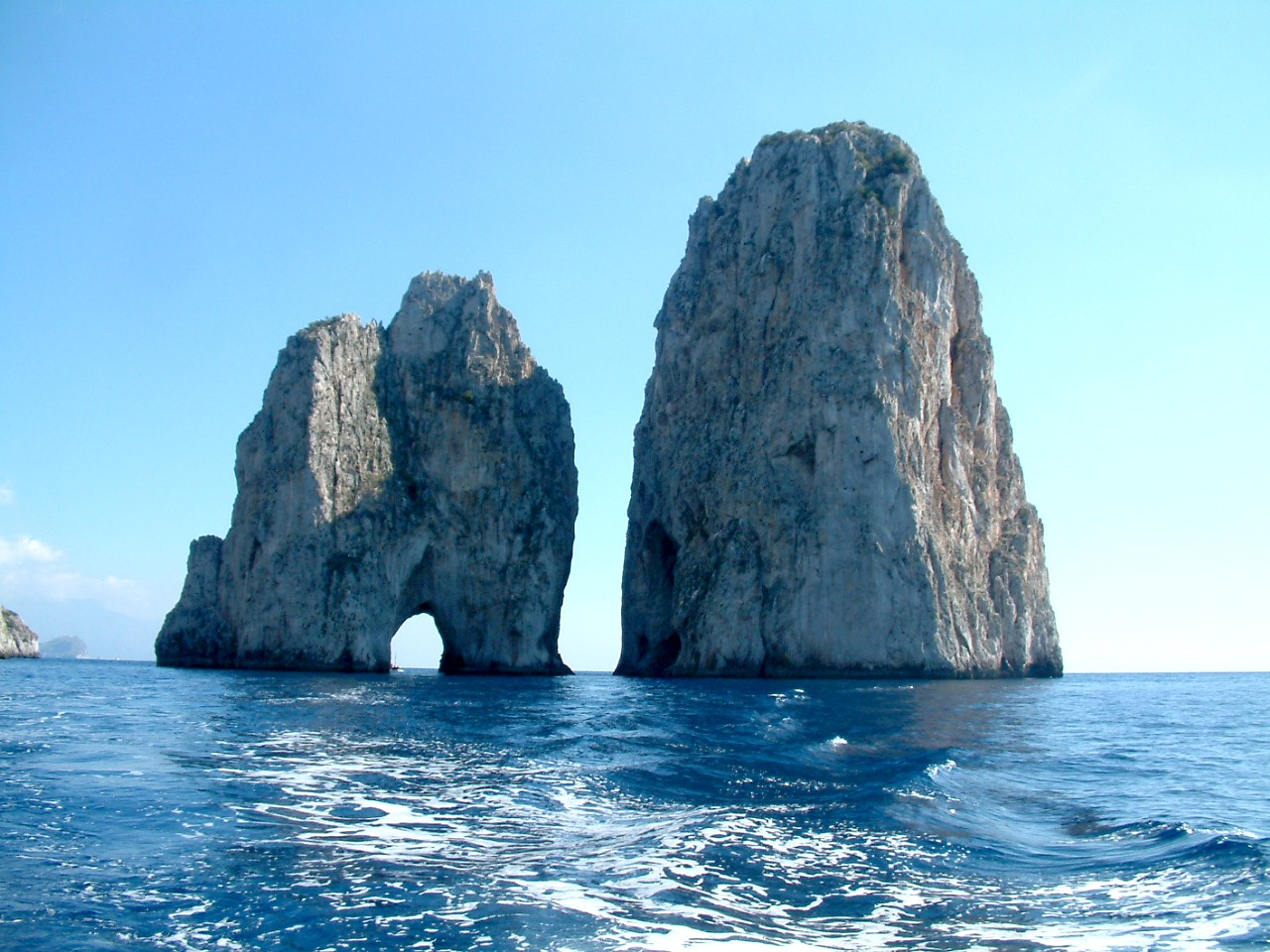
Abráziós kapu és torony, Olaszország, Capri
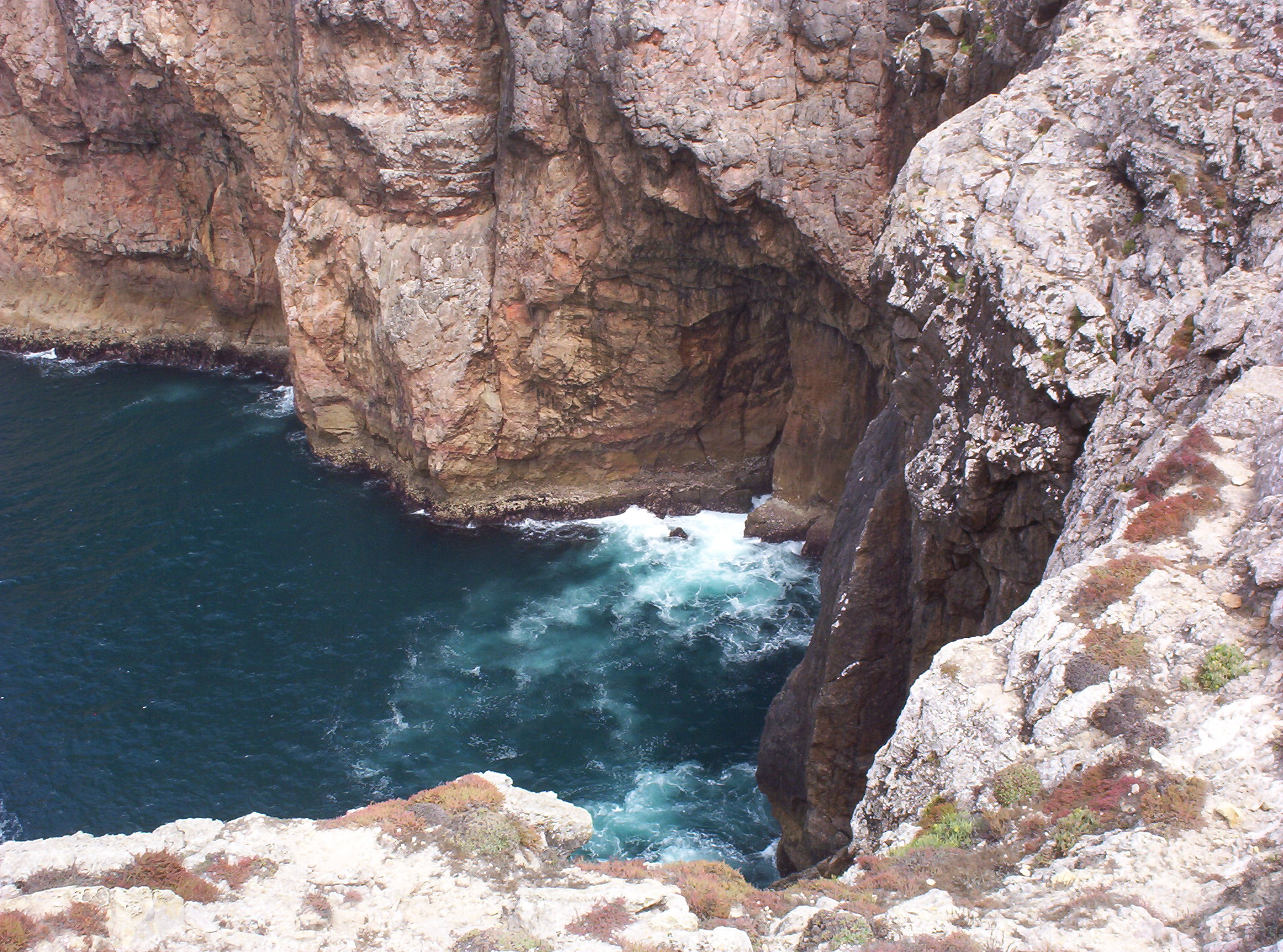
Abráziós üregek a kliff alján
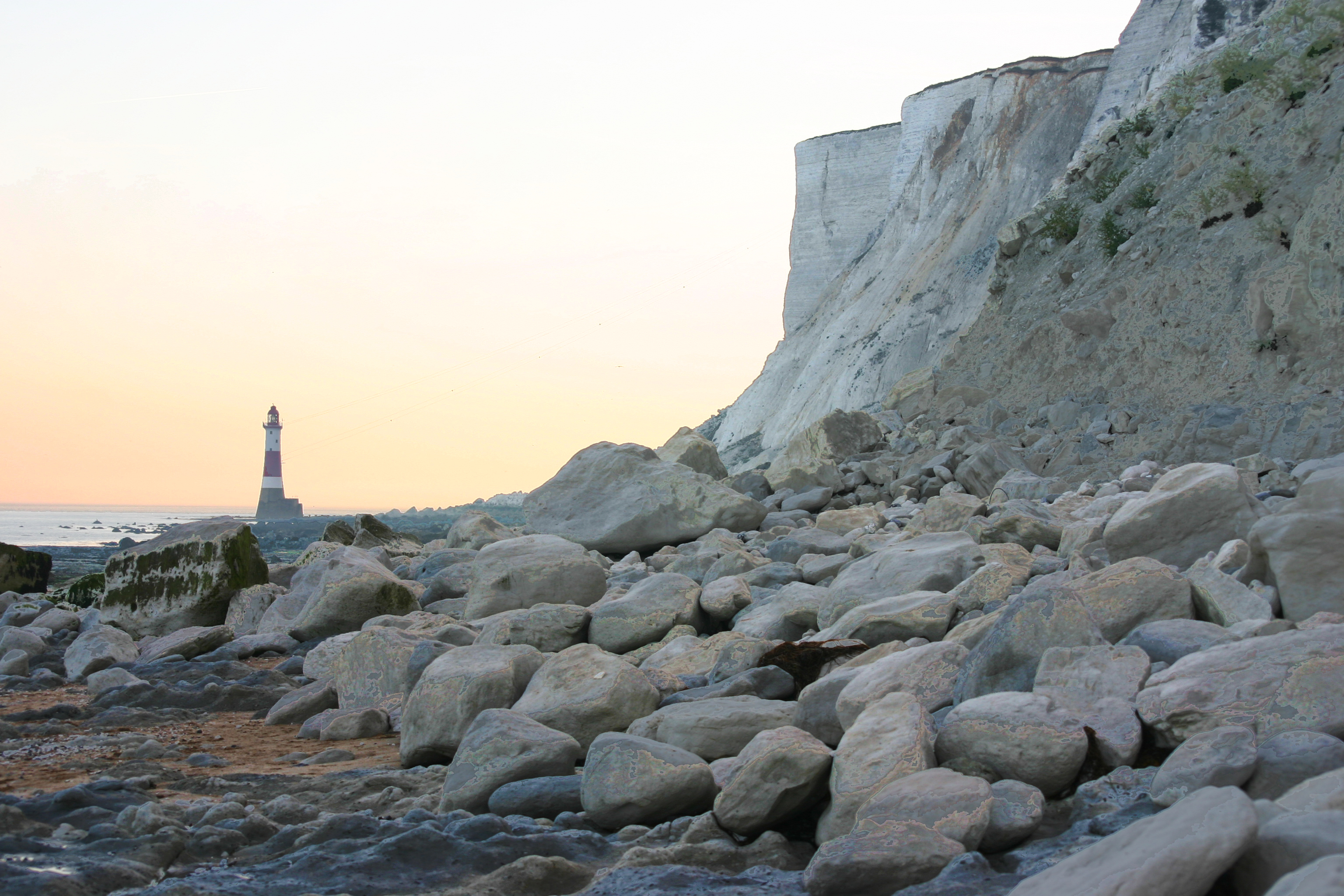
Abráziós terasz, Anglia

## Fordítás
- Ez a szócikk részben vagy egészben  a   Kliffküste című német Wikipédia-szócikk ezen változatának fordításán alapul.  Az eredeti cikk szerkesztőit annak laptörténete sorolja fel. Ez a jelzés csupán a megfogalmazás eredetét és a szerzői jogokat jelzi, nem szolgál a cikkben szereplő információk forrásmegjelöléseként.